# Béstia (jogo de cartas)
Béstia é um jogo de cartas muito jogado no interior do Espírito Santo e São Paulo com regras semelhantes ao jogo de Bisca. Provavelmente tem origem na Itália, devido ao fato de ser jogado principalmente por descendentes de imigrantes italianos.

## Regras
- Para participar, cada jogador compra uma quantidade de fichas (em geral 10). O valor das fichas é acordado antes do início da partida.
- Por sorteio, escolhe-se quem irá embaralhar. O jogador que embaralha coloca 3 fichas na mesa.
- O jogador à esquerda de quem embaralha corta e vira uma carta, que será o trunfo (ou bisca).
- O valor das cartas é semelhante à bisca, com uma variação: a maior carta é o Às, seguido do 3, K, Q, J, e as demais, em ordem. O naipe do trunfo vence qualquer outro naipe.
- São distribuídas 3 cartas para cada jogador. Diferente da bisca, a rodada é feita somente com essas 3 cartas.
- O jogador pode decidir participar da rodada, ou fugir.
- Em alguns lugares, existe uma fase de troca de cartas: antes de iniciar a rodada, os jogadores que decidiram participar podem trocar suas cartas por novas cartas . Cada jogador, começando pelo jogador à direita do jogador que embaralhou, decide quantas cartas quer trocar (uma, duas, três ou nenhuma), tirando suas cartas do jogo e recebendo cartas novas do embaralhador.
- Após todas as trocas serem feitas, o jogador participante à direita do jogador que embaralha inicia a rodada.
- Uma regra importante do jogo é a proibição de "negar" o naipe de início. Por exemplo, se o jogador que inicia a rodada jogar uma carta de paus, os outros jogadores são obrigados a jogar cartas de paus, mesmo que tenham um trunfo. Caso não possuam carta de paus, terão que jogar um trunfo, ou uma carta qualquer, caso não possuam nenhum dos dois. ja na segunda rodada os jogadores nao sao obrigados a seguir o trunfo
- Cada mão vencida dá o prêmio de um terço das fichas da mesa.
- Cada um dos participantes que não vencer ao menos uma mão na rodada (diz-se que ele "pagou a bestia"), deve colocar o mesmo número de fichas da mesa na próxima rodada.
- Ao final da rodada, o baralho é passado para o próximo jogador à direita, que deve embaralhar e colocar 3 fichas na mesa.
- Independente de quantos participantes há na rodada, quando o mão (1 a direita do embaralhador) ou o primeiro jogador após o mão que for para a rodada tendo o Ás de trunfo sempre deve sair de Ás, obrigando os outros participantes que tenham trunfo gastar seu trunfo para uma carta que ele perderá.
- Para dois participantes em uma rodada não é obrigado sair de trunfo, a não ser que seja o Ás e seja o mão.
- O mão para três ou mais participantes da rodada sempre é obrigado a sair com o maior trunfo.

### O pingo
Durante o jogo também existe uma aposta à parte, chamada de "pingo". O valor de aposta normalmente é de apenas uma ficha, sendo flexível de acordo com a vontade dos participantes. Vence quem tiver o 7 do naipe do trunfo, ou o trunfo mais próximo do 7, excluindo-se as figuras (K, Q e J). Essa aposta pode ser feita entre qualquer quantidade de jogadores, não necessariamente participantes da rodada, bastando mostrar sua carta. Caso não haja vencedor do "pingo", e se for opção dos apostadores, pode-se aumentar o valor da aposta (diz-se "acordar o pingo").

### Carnaval
- Quando a rodada é de apenas 3 fichas, costuma-se fazer o "carnaval": todos os participantes são obrigados a participar da rodada, independente das cartas de sua mão. O objetivo é elevar o valor da aposta na rodada seguinte. O "carnaval" pode ser proposto somente quando o jogo está "morno", ou em toda rodada de 3 fichas, a critério dos participantes.

### Termos comuns do jogo
- Bater: aceitar participar da rodada após olhar sua mão.

- Correr: decidir não participar da rodada.

- Bater no escuro: decidir participar antes de ver as próprias cartas. Não traz nenhum benefício, mas pode intimidar os demais jogadores.

- Seco: diz-se quando se possui uma carta de bisca e outras duas de baixo valor. Por exemplo, se a pessoa tiver o Reis de bisca, mas o sete e cinco de naipes diferentes, diz-se que tem "o Reis seco".

- Cargo: Termo herdado da Bisca, trata-se do Ás ou 3 de naipe diferente da bisca. Uma mão composta por 3 cargos pode, com sorte, garantir uma rodada.

- Bisca (ou Trunfo): O naipe selecionado por quem corta o baralho. É o naipe mais poderoso da rodada.

- Scartim: Cartas de pouco valor, como números de naipes diferentes da bisca.

- Vaza: Cada uma das séries de jogadas. Cada rodada é composta por 3 vazas, uma para cada carta da mão. Vencer uma vaza dá direito a um terço das fichas da mesa.